# Spar dame (film fra 1916)
 Ikke at forveksle med Spar dame (film fra 1910).
Spar dame (russisk: Пиковая дама) er en russisk stumfilm fra 1916 af Jakov Protasanov.
Det er en filmatisering af Aleksandr Pusjkins novelle af samme navn.

## Medvirkende
- Ivan Mosjoukine som Hermann
- Vera Orlova som Lizaveta Ivanovna
- Jelizaveta Sjebujeva som Anna Fedotovna
- Tamara Duvan
- Pavel Pavlov